# Discografia degli Infernal
Questa pagina contiene l'intera discografia degli Infernal dagli esordi fino ad ora.

## Album in studio
| 1998 | Infernal Affairs - Data pubblicazione: 1998 - Etichetta: FLEX Records - Formato: CD                                     | 6  | —    | —   | DEN: 2× Platino |
| 2000 | Waiting for Daylight - Data pubblicazione: 2000 - Etichetta: FLEX Records - Formato: CD                                 | 32 | —    | —   |                 |
| 2004 | From Paris to Berlin - Data pubblicazione: 18 ottobre 2004 - Etichetta: Border Breakers - Formato: CD, digital download | 1* | 29** | 44* | DEN: 2× Platino |
| 2008 | Electric Cabaret - Data pubblicazione: 11 agosto 2008 - Etichetta: Border Breakers - Formato: CD, digital download      | 2  | —    | —   | DEN: 2× Platino |
| 2010 | Fall from Grace - Data pubblicazione: 27 settembre 2010 - Etichetta: Border Breakers - Formato: CD, digital download    | 9  | —    | —   | DEN: Oro        |
| "—" denota che la pubblicazione non è entrata in classifica. "*" denota la terza edizione (2007), "**" denota la seconda edizione (2005). | |    |      |     |                 |

## Raccolte
| Anno | Dettagli                                                                           |
| ---- | ---------------------------------------------------------------------------------- |
| 1998 | Remixed Affairs - Data pubblicazione: 1998 - Etichetta: FLEX Records - Formato: CD |

## Singoli
- 1997 - Sorti De L'Enfer
- 1998 - Kalinka
- 1998 - Voodoo Cowboy
- 1998 - Highland Fling
- 1999 - Your Crown feat. Xenia
- 1999 - Destruction
- 2000 - Sunrise
- 2000 - Serengeti
- 2001 - Muzaik
- 2001 - You Receive Me
- 2001 - Humbled By Nature
- 2002 - Let Me Hear You Say Yeah
- 2003 - The Cult Of Noise vs. Snap!
- 2003 - Banjo Thing! (Yeepeekayeah Muthafuckas) feat. RedStar
- 2003 - Big Ride Fuckers feat. RedStar
- 2004 - Cheap Trick Kinda' Girl
- 2005 - From Paris To Berlin
- 2005 - A To The B
- 2005 - Keen On Disco
- 2006 - Self Control
- 2006 - Ten Miles
- 2007 - I Won't Be Crying
- 2008 - Whenever You Need Me
- 2008 - Downtown Boys
- 2008 - Electric Light
- 2009 - Redefinition
- 2010 - Love Is All...
- 2010 - Alone, Together
- 2012 - Can't Go Back